# Insiwka
Insiwka (ukrainisch Інзівка; russisch Инзовка Insowka) ist ein Dorf im Süden der ukrainischen Oblast Saporischschja mit etwa 1300 Einwohnern (2001).

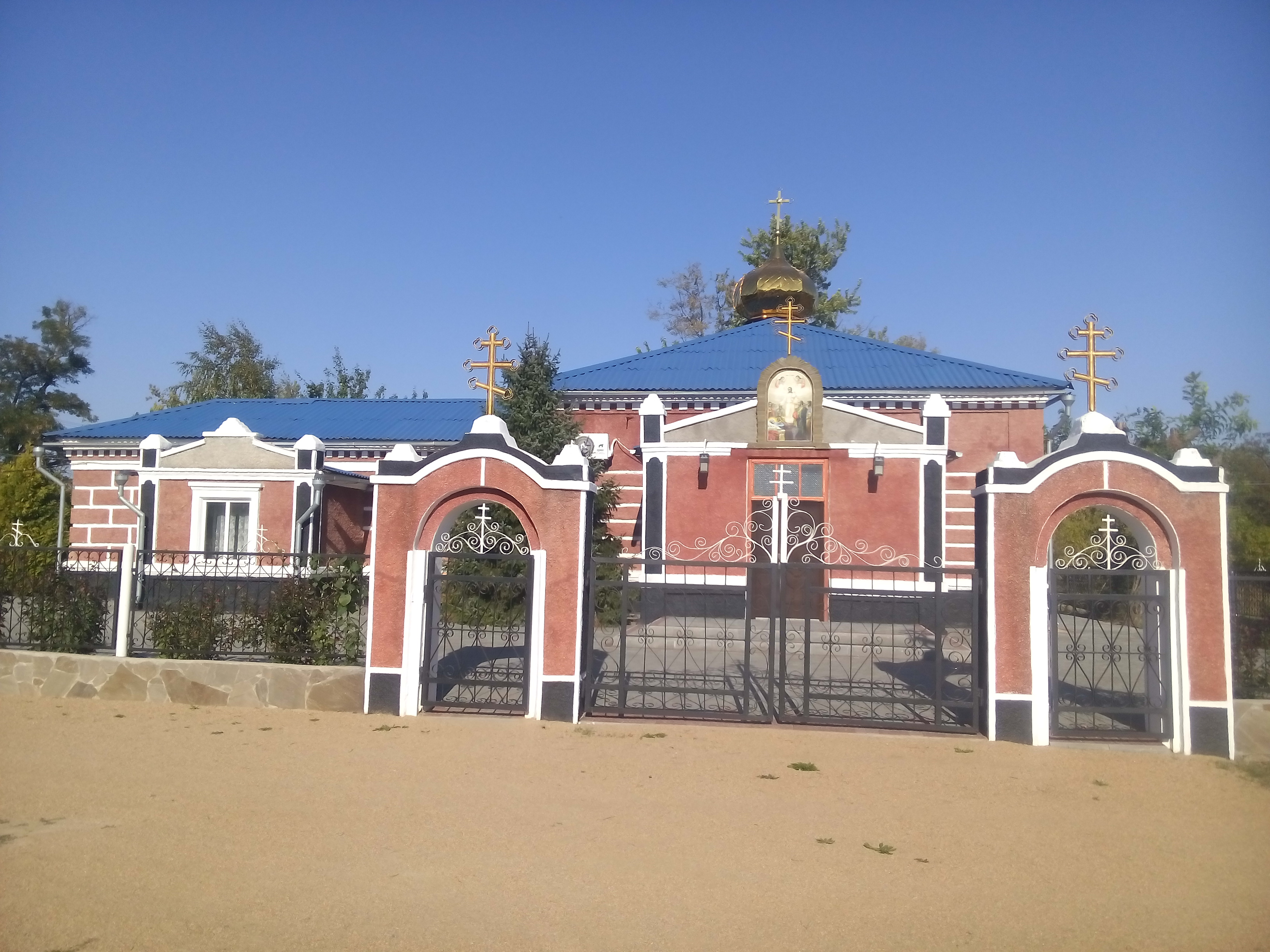
Orthodoxe Dorfkirche

Das 1861 von bulgarischen Siedlern aus dem bessarabischen Dorf Tașbunar an der Stelle der tatarischen Siedlung Ormanchi gegründete Dorf gehört seit Juni 2020 administrativ zur Stadtgemeinde Prymorsk (Приморська міська об'єднана територіальна громада Prymorska miska objednana terytorialna hromada) im Südwesten des Rajon Berdjansk.
Die Ortschaft liegt auf einer Höhe von 15 m am rechten Ufer der Losuwatka (Лозуватка), einem 78 km langen Zufluss zum Asowschen Meer, 23 km westlich vom Gemeindezentrum Prymorsk, 60 km westlich vom Rajonzentrum Berdjansk und etwa 180 km südlich vom Oblastzentrum Saporischschja.
Südlich vom Dorf verläuft die Fernstraße M 14 / E 58.
Am 12. Juni 2020 wurde das Dorf ein Teil der neugegründeten Stadtgemeinde Prymorsk, bis dahin bildete es die gleichnamige Landratsgemeinde Insiwka (Інзівська сільська рада/Insiwska silska rada) im Westen des Rajons Prymorsk.
Seit dem 17. Juli 2020 ist sie ein Teil des Rajons Berdjansk.